# Colgate Series Championships 1978, парний розряд
В парному розряді жіночого тенісного турніру Colgate Series Championships 1978, що проходив у рамках Туру WTA 1978, Біллі Джин Кінг і Мартіна Навратілова виграли титул, у фіналі перемігши пару Керрі Рід і Венді Тернбулл 6-2, 6-2.

## Основна сітка

### Легенда
| - Q = Кваліфаєр - WC = Вайлд-кард - LL = Щасливий лузер | - Alt = Заміна - SE = Виняток - PR = Захищений рейтинг | - w/o = Без гри - r = Зняття - d = Присуджено перемогу |

|  | 1-ше коло                           | 1-ше коло                           | 1-ше коло                           | 1-ше коло | 1-ше коло |                          |                          | Ultimo turno | Ultimo turno | Ultimo turno | Ultimo turno | Ultimo turno |
|  |                                     |                                     |                                     |           |           |                          |                          |              |              |              |              |              |
|  | Керрі Рід Венді Тернбулл            | Керрі Рід Венді Тернбулл            | 7                                   | 6         |           |                          |                          |              |              |              |              |              |
|  | Міма Яушовец Вірджинія Рузічі       | Міма Яушовец Вірджинія Рузічі       | 6                                   | 1         |           |                          |                          |              |              |              |              |              |
|  | Міма Яушовец Вірджинія Рузічі       | Міма Яушовец Вірджинія Рузічі       | 6                                   | 1         |           | Керрі Рід Венді Тернбулл | Керрі Рід Венді Тернбулл | 3            | 4            |              |              |              |
|  |                                     |                                     |                                     |           |           | Керрі Рід Венді Тернбулл | Керрі Рід Венді Тернбулл | 3            | 4            |              |              |              |
|  |                                     | Біллі Джин Кінг Мартіна Навратілова | Біллі Джин Кінг Мартіна Навратілова | 6         | 6         |                          |                          |              |              |              |              |              |
|  | Біллі Джин Кінг Мартіна Навратілова | Біллі Джин Кінг Мартіна Навратілова | Біллі Джин Кінг Мартіна Навратілова | 6         | 6         | 7                        | 7                        |              |              |              |              |              |
|  | Біллі Джин Кінг Мартіна Навратілова | Біллі Джин Кінг Мартіна Навратілова |                                     |           |           | 7                        | 7                        |              |              |              |              |              |
|  | Франсуаза Дюрр Вірджинія Вейд       | Франсуаза Дюрр Вірджинія Вейд       | 6                                   | 5         |           |                          |                          |              |              |              |              |              |